# Comuna Voroțiv, Iavoriv
Voroțiv (în ucraineană Вороців) este o comună în raionul Iavoriv, regiunea Liov, Ucraina, formată din satele Karaciîniv, Palankî, Solukî și Voroțiv (reședința).

## Demografie
Componența lingvistică a comunei Voroțiv
     Ucraineană (99,77%)
     Alte limbi (0,14%)
Conform recensământului din 2001, majoritatea populației comunei Voroțiv era vorbitoare de ucraineană (99,77%), existând în minoritate și vorbitori de alte limbi.